# Kate Gleason
Catherine Anselm Gleason, née le 24 novembre 1865 à Rochester (New-York), et morte le 9 janvier 1933  dans la même ville, est une ingénieure et femme d'affaires américaine connue pour ses réalisations dans le domaine de l'ingénierie mécanique, la construction de maisons abordables en béton et pour sa philanthropie. Elle est une ardente défenseuse du droit de vote des femmes.
Dès son plus jeune âge, elle occupe plusieurs fonctions au sein de l'entreprise familiale Gleason Works (en) à Rochester, dans l'État de New York, puis met à profit son expérience pour entamer une carrière fructueuse dans la finance et la construction. Grâce à une combinaison d'éducation formelle et d'expérience professionnelle au sein de l'entreprise Gleason Works, elle est reconnue en tant qu'ingénieur et est élue à l'American Society of Mechanical Engineers en 1914 et à l'American Concrete Institute (en).
Kate Gleason est à l'origine de la création du Kate Gleason College of Engineering (en) au Rochester Institute of Technology.

## Biographie

### Jeunesse et formation

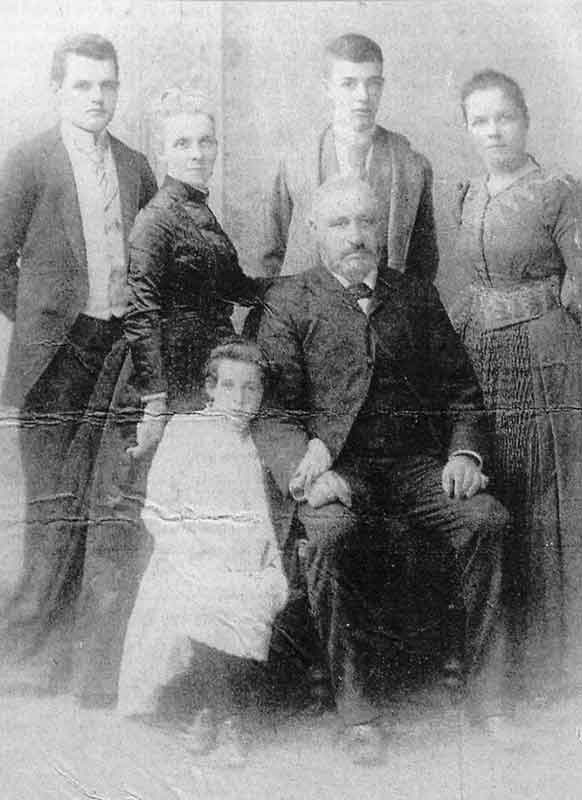
La famille Gleason, de gauche à droite: James, Ellen (McDermott), Eleanor, William (assis), Andrew et Kate.

Catherine "Kate" Anselm Gleason est née le 24 novembre 1865 à Rochester, dans l'État de New York. Ses parents, William Gleason et Ellen McDermott sont émigrants d'Irlande. Elle a un demi-frère Thomas Francis (1856-1876), deux frères James Emmett (1868-1964), Andrew Chace (1872-1952) et une sœur Eleanor (1881-1967). William est propriétaire d'une entreprise de machines-outils, Gleason Tool Company, plus tard appelée Gleason Works. En 1874, il met au point une machine permettant de raboter automatiquement les engrenages coniques, et Gleason Works devient une importante entreprise de taillage d'engrenages. En 1876, lorsque Kate a 11 ans, son demi-frère Thomas meurt de la fièvre typhoïde à l'âge de 20 ans, ce qui cause des difficultés à la fois à la famille et à l'entreprise, où il assistait son père William. Peu après, elle commence à travailler pour son père afin de remplacer Thomas et devient comptable pour l'entreprise.

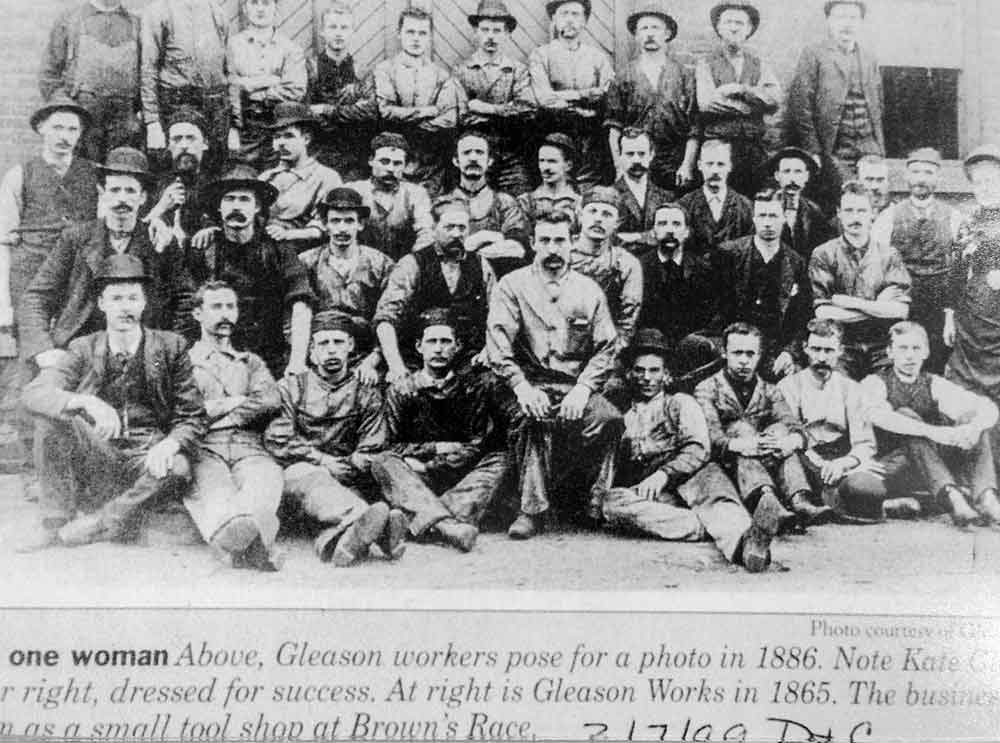
Ouvriers devant Gleason Workers en 1886. Kate Gleason, debout à droite.

En 1884, à l'âge de 19 ans, Gleason s'inscrit au programme d'arts mécaniques de l'Université Cornell, devenant ainsi la première femme à suivre le programme d'ingénierie de l'université,. Elle n'est pas en mesure de terminer ses études à Cornell en raison de nouveaux problèmes à l'usine Gleason. William a engagé un homme pour la remplacer mais l'entreprise commence à connaître des difficultés financières et il ne peut plus se permettre de payer son remplaçant. Avant la fin de la première année et à la demande de son père, elle retourne à Rochester. Elle n'a jamais pu reprendre des études à temps plein pour obtenir un diplôme, mais grâce à la formation et à l'auto-apprentissage, elle obtient le titre d'ingénieur et est reconnue pour ses réalisations. Elle poursuit ses études à temps partiel au Sibley College of Mechanical Engineering and Mechanic Arts et au Mechanics Institute (rebaptisé plus tard Rochester Institute of Technology).

### Carrière

#### L'entreprise familiale: Gleason Works

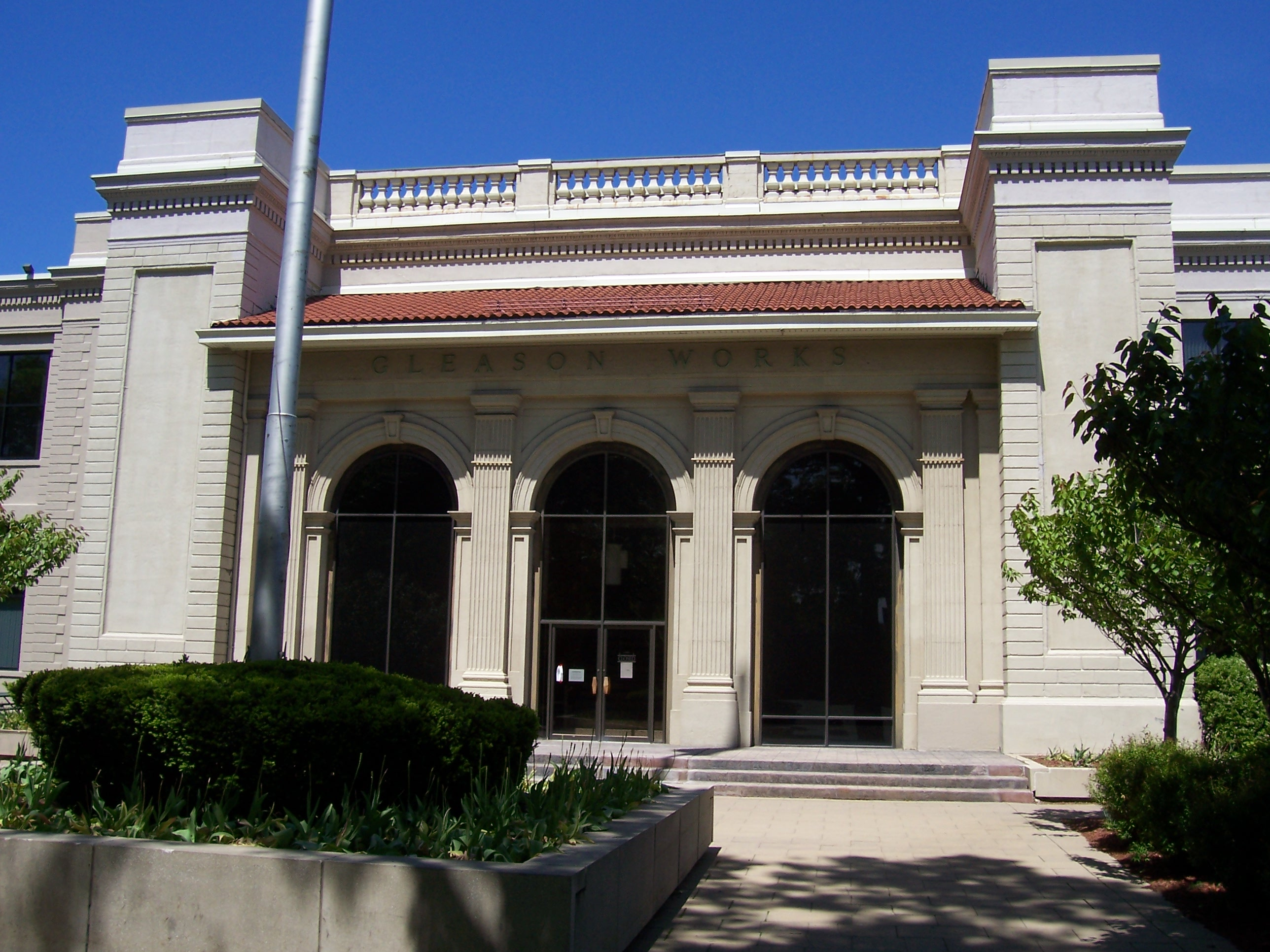
Entrée principale de Gleason Works à Rochester, à New York.

Gleason reprend son travail chez Gleason Works et accède rapidement à de nouvelles fonctions. Elle est nommée secrétaire et trésorière de l'entreprise malgré ses compétences en mécanique et devient également vendeuse itinérante. La demande d'engrenages monte en flèche dans les années 1890 avec le début de la fabrication de bicyclettes et d'automobiles. En 1893, elle effectue une tournée en Europe, Angleterre, Écosse, France et Allemagne, pour développer les activités de l'entreprise, une première tentative de mondialisation de la part d'un fabricant américain, et réussit à trouver plusieurs nouveaux clients à l'étranger. Elle effectue un second voyage en Europe pour représenter l'entreprise à l'Exposition universelle de Paris en 1900. À long terme, les ventes internationales devient une composante importante du chiffre d'affaires de l'entreprise. En 1997, près des trois quarts des ventes de l'entreprise se font à l’internationale,.
Dans ses mémoires, Fred H. Colvin (en) décrit Gleason comme suit :

« Kate a passé sa jeunesse à apprendre les rouages de l'entreprise de son père, à la fois dans l'atelier et sur le terrain, de sorte que lorsqu'elle s'est lancée à son compte vers 1895 en tant que vendeuse des machines à tailler les engrenages de son père, elle en savait autant que n'importe quel autre homme de l'entreprise. »

— Fred H. Colvin
Outre ses connaissances approfondies, Gleason attribue son succès dans la vente à son caractère unique dans une profession dominée par les hommes :

« À l'époque, j'étais un monstre ; je parlais d'engrenages alors qu'une femme n'était pas censée savoir ce qu'était un engrenage. Cela m'a fait beaucoup de bien. Car, même si les hommes me désapprouvaient, ils avaient au moins envie de me voir, ce qui était un avantage certain par rapport à un vendeur ordinaire. »

— Kate Gleason
Après son premier voyage en Europe, Gleason commence à faire attention à sa tenue vestimentaire et à ses habitudes en public. Elle choisit des tenues extrêmement féminines, utilise son sens de l'humour pour charmer les clients et va jusqu'à prendre des cours de chant pour s'entraîner à la tonalité idéale. Elle prétend que les clients se souviennent des années plus tard d'une robe ou d'un chapeau qu'elle portait lors d'une vente. Son frère, James Gleason, plus tard PDG de Gleason Corporation, attribue la majeure partie de l'expansion mondiale de la société à son travail de représentante. Une idée fausse est née selon laquelle c'est elle, et non son père, qui a inventé la raboteuse à biseau de la société, et que l'idée était venue par sa connaissance Henry Ford,,.

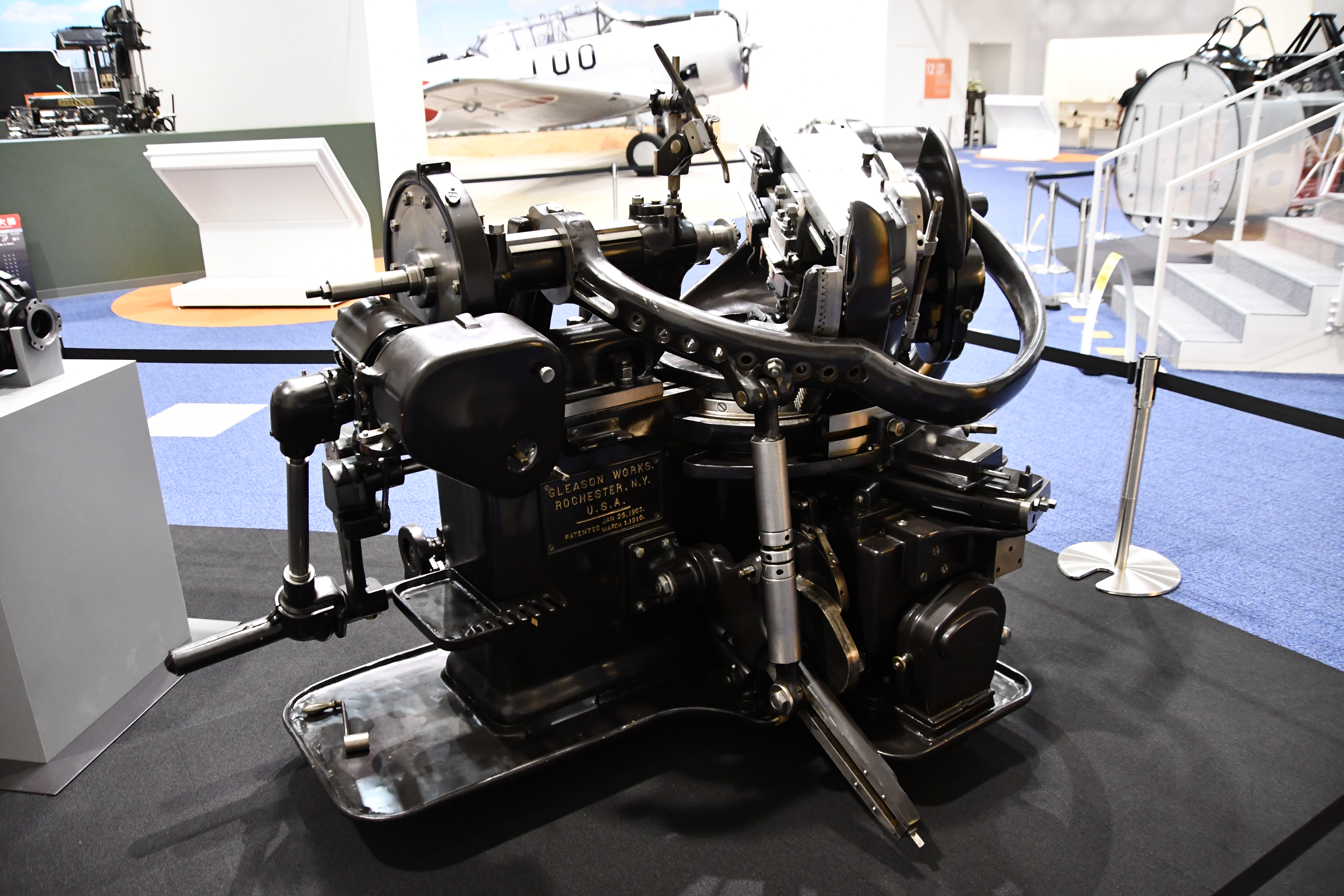
Machine à tailler les engrenages de Gleason Works (1907-1910). Musée de la machine-outil Yamazaki Mazak (2019).

L'expansion de la société nécessite des installations plus grandes et la famille déménage son usine de Brown's Race Historic District (en) à University Avenue entre 1904 et 1911,. Gleason fait modeler la nouvelle fonderie sur le modèle de la cathédrale de Pise afin de créer un grand espace intérieur pour les ponts roulants. Pendant cette période, elle construit également une maison pour elle-même sur East Avenue, qu'elle nomme Clones, d'après la ville d'origine de sa mère Ellen.
En raison de conflits avec ses jeunes frères, Gleason quitte l'entreprise Gleason Works en 1913.

#### Entrepreneuse et constructions immobilières
Elle rejoint Ingle Machine Company en janvier 1914, date à laquelle elle est nommée administratrice judiciaire de la société, l'une des premières femmes à être nommée à un tel poste par un tribunal des faillites américain,. Sous sa direction, la société redevient rentable et rembourse ses dettes impayées. La société est restituée à ses actionnaires avant la fin de l'année 1915. En mars 1916 elle est la première femme élue à la Chambre du commerce de Rochester. En 1918, Gleason est nommée présidente de la First National Bank of East Rochester lorsque le président précédent démissionne pour servir son pays lors de la Première guerre mondiale,. Au sein de la banque, elle s'occupe principalement de projets immobiliers et de construction. Elle participe au lancement de huit entreprises. En 1917, à l'ouest de la limite de East Rochester, elle construit le terrain de golf de neuf trous de Genendewah , aujourd'hui disparu, sur Roosevelt road et dont les membres construiront plus tard le Monroe Golf Club.
Gleason fonde la Northway Trailercar Company, située au 143 Boulevard, East Rochester, New York en 1916. La société succède à la Rochester Trailer Company. Une publicité de mars 1917 montre que la société propose un ensemble de chariots et remorques pour le camping, le transport de marchandises et de bétails, pour les plombiers, etc.
Elle fait don d'un terrain au milieu d'East Rochester pour la création d'un parc et, avec l'aide des ouvriers de l'entreprise de son père, elle nettoie la propriété et aménage la zone pour en faire le premier parc de la ville, le Edmund Lyon Park avec un kiosque à musique, inauguré en 1916 et qui existe toujours.

##### Première dame du béton ou l'innovation pour des maisons abordables pour4 000US dollars
Ses expériences avec les employés des entreprises manufacturières et financières l’amène à s'intéresser à la manière de fournir des logements à bas prix aux travailleurs. S'appuyant sur ses compétences en ingénierie, elle conçoit de nouveaux modèles de logements abordables en béton grâce à une nouvelle méthode de coulage qu'elle met au point. Entre 1919 et 1925 Gleason construit 75 maisons dans deux lotissements de East Rochester, Concrest et Marigold Gardens,, où elle expérimente le béton pour construire des maisons ignifugées à un prix abordable, en utilisant sa méthode de coulage et des méthodes de production de masse apprises chez Gleason Works. Les maisons sont vendues à un prix ne dépassant pas 4 000 US dollars. Elle décrit ses méthodes dans un article qu'elle écrit pour un magazine spécialisé, Concrete, en 1922, intitulé « Small Concrete Houses at Rochester, N.Y. » et lors d'une convention de l'American Concrete Institute (en)(ACI) en 1922. Ses innovations lui valent d'être plus connue comme la première dame du béton que comme simple entrepreneuse d'affaires. Ses conceptions deviennent un modèle pour les développements de futurs lotissements.

« La raison pour laquelle j'aime particulièrement construire des maisons à vendre pour environ 4 000 dollars est que les personnes intéressées par ce prix sont les meilleures avec qui faire des affaires que je connaisse. »

— Kate Gleason, Small Concrete Houses at Rochester, N.Y.
Les maisons sont construites avec des murs et des planchers en béton armé, des toits en bois, des garages encastrés, des bibliothèques, des armoires de cuisine et d'autres équipements très modernes pour l'époque. Ces maisons sont remarquables non seulement parce qu'elles sont construites par l'une des premières femmes entrepreneurs en béton et membres de l'ACI, mais aussi parce qu'elles ont survécu pendant plus de 80 ans avec un minimum de réparations.

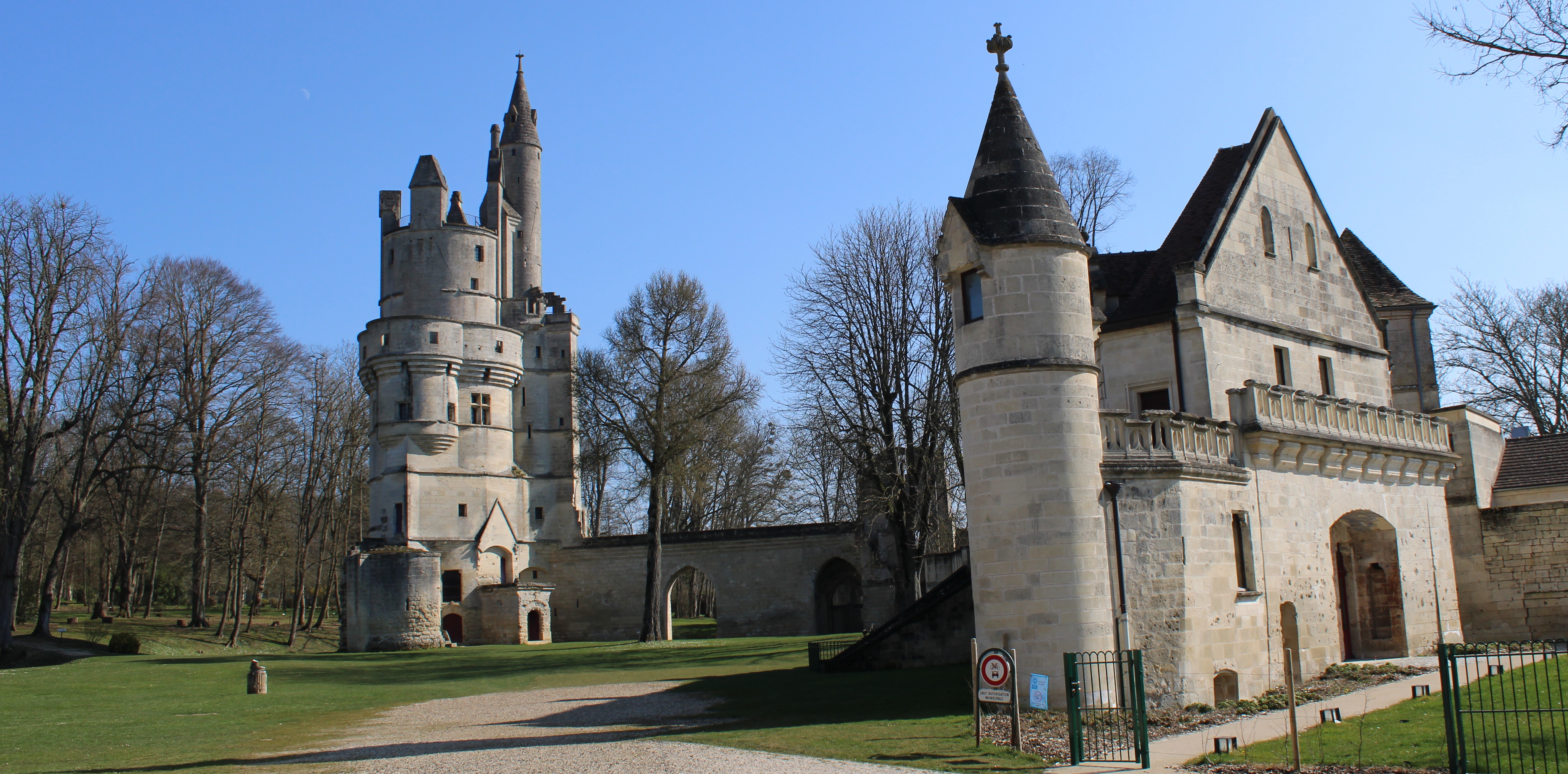
Château de Septmonts.

Dans les années 1920, Gleason quitte Rochester pour faire des affaires en France, en Californie et en Caroline du Sud. Elle achète et reconstruit le château de Septmonts en France et construit une bibliothèque et un cinéma dans la ville pour commémorer le American Expeditionary Forces. À cette époque, elle parcourt également la Californie pour étudier les bâtiments en pisé. En 1924, elle est consultée par la ville de Berkeley, en Californie, pour l'aider à reconstruire après un incendie. À la fin des années 1920, elle commence à construire d'autres bâtiments en béton coulé à Sausalito, en Californie, mais le projet ne rencontre pas le même succès que ses bâtiments de Rochester. Dans sa résidence d'hiver de Beaufort, en Caroline du Sud, elle projette de construire une communauté d'appartements-jardins pour les artistes et les écrivains, mais seulement dix de ces maisons sont achevées au moment de sa mort. Le complexe est achevé par sa sœur Eleanor et inauguré plus tard en 1933.

### Engagement pour le suffrage féminin et philanthropie
La famille Gleason est amie de Susan B. Anthony, une autre habitante de Rochester, qui donna à Kate des conseils sur les affaires et la publicité. Gleason accueillit Anthony pour son 86e anniversaire en 1906, peu avant sa mort. Gleason fut par la suite une fervente partisane du droit de vote des femmes. En 1912, elle fait une promesse de don de 1 200 US dollars à la National American Woman Suffrage Association, l'une des plus importantes promesses de don reçue par l'association. De nombreux écrits personnels de Gleason témoignent de sa contribution et de celle de son père à la cause du suffrage féminin. Gleason considère le mariage comme un obstacle à sa vie professionnelle et elle ne s'est jamais mariée et n'a jamais eu d'enfant.
Dans les années 1920, Gleason poursuit un certain nombre d'activités philanthropiques, faisant d'importantes donations à des orphelinats, des bibliothèques et des écoles. En 1929, elle fait don d'une grande propriété à l'Institut de technologie de Rochester.

### Reconnaissance
En 1913, Gleason est la première femme élue membre du Verein Deutscher Ingenieure (en) en Allemagne. En 1914, elle est élue unanimement et devient la première femme membre de l'American Society of Mechanical Engineers,, suivie peu après par Lydia Weld (en). Gleason représente la société à la Conférence mondiale sur l'énergie en Allemagne en 1930. Pour son travail dans le domaine de la construction, elle devient également la première femme membre de l'American Concrete Institute (en).

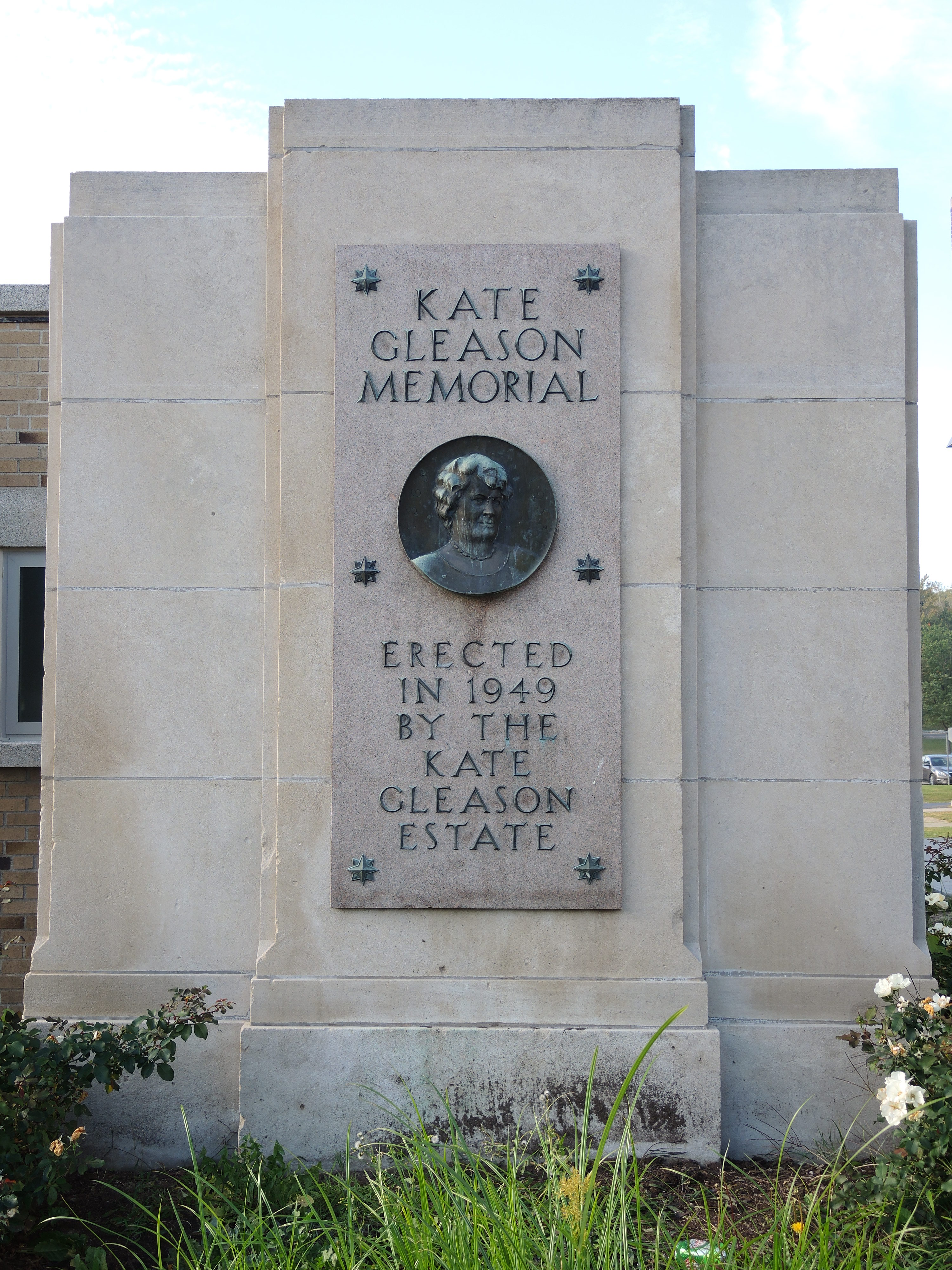
Le Kate Glason Mémorial à East Rochester.

### Mort
Gleason meurt le 9 janvier 1933 à l'âge de 67 ans d'une pneumonie et est inhumée au Cimetière Riverside (en) de Rochester. Elle lègue 348 000 US dollars de son patrimoine de 1,4 million US dollars à des médecins et à des institutions de la région de Rochester, avec une attention particulière pour le Rochester Institute of Technology et pour la bibliothèque publique de Rochester qui baptise son auditorium principal en l'honneur de la chef d'entreprise et philanthrope, mais aussi des parcs.
Ses archives, offertes par Janis F. Gleason en 2014, sont conservées par l'Université de Rochester et sont accessibles pour la recherche.

## Hommages
La Gleason Corporation fête en 2025 son 160e anniversaire et conserve un lien étroit avec le Rochester Institute of Technology (RIT).

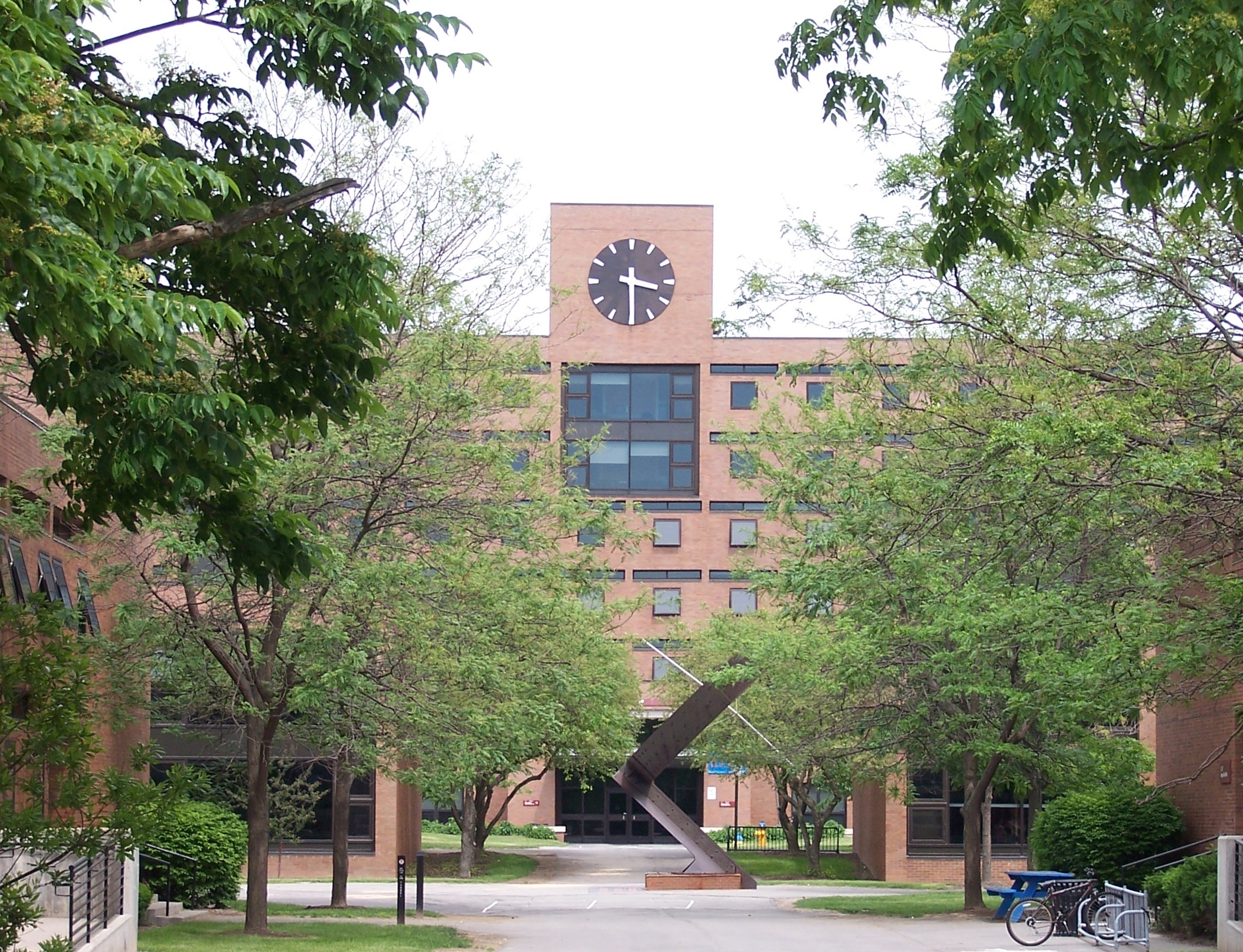
Kate Gleason Hall, sur le campus du RIT, bâtiment 35.

La piscine Kate Gleason est inaugurée par l'école primaire d'East Avenue à East Rochester en 1949.
Son impact sur l'ingénierie, en particulier pour les femmes, continue d'être reconnu. En 1998, le Kate Gleason College of Engineering (en) du RIT devient la première école d'ingénieurs des États-Unis à porter le nom d'une femme,.
Une résidence du RIT, le Kate Gleason Hall, porte également son nom.
En 2005 elle est citée dans Engineering Legends: Great American Civil Engineers (en). Le livre présente une liste de 32 légendes de l'ingénierie des années 1700 à nos jours.
À l'occasion de la création du Hall of Fame du Simone Center for Innovation and Entrepreneurship du Rochester Institute of Technology en 2010, pour « mettre en lumière et célébrer les remarquables personnes affiliées au RIT dont les innovations ont eu un impact sur le monde », Gleason est intronisée parmi les dix premières personnes dont une autre femme, Katherine Hayles (en).  RIT Press publie un recueil des lettres de Kate Gleason.

En 2011, l'American Society of Mechanical Engineers créé le Prix Kate Gleason en son honneur (prix de 2 000 $, une médaille de bronze, un certificat et une allocation de voyage de 750 $), reconnaissant Gleason comme une pionnière des femmes dans l'ingénierie:

« En tant que première femme à être accueillie au sein de l'ASME en tant que membre à part entière, Kate Gleason a contribué à ouvrir la voie à d'autres femmes pour entrer et prospérer dans le domaine de l'ingénierie. Le prix Gleason vise à honorer une femme ingénieur qui est une entrepreneuse très réussie dans un domaine de l'ingénierie ou quelqu'un qui a eu une vie de réussite dans la profession d'ingénieur. »

— The American Society of Mechanical Engineers
En 2015, le RIT commémore le 150e anniversaire de la naissance de Gleason en proposant un exposition de photographies, de documents et d'engins au Wallace Center et lui dédie un site web qui regroupe des expositions, des événements et des contributions d'étudiants.